# Démocrates de Catalogne
Démocrates de Catalogne (en catalan : Demòcrates de Catalunya, abrégé en DC) est un parti politique catalan d'idéologie démocrate-chrétienne et indépendantiste. Il est fondé en 2015 par une scission de l'Union démocratique de Catalogne (UDC) et fusionne en 2024 avec Ensemble pour la Catalogne.

## Historique
DC est fondé le 12 juillet 2015 par d'anciens membres de l'Union démocratique de Catalogne dont Antoni Castellà, Núria de Gispert et Joan Rigol. Peu après, le nouveau parti se joint à l'alliance indépendantiste Ensemble pour le oui pour les élections catalanes du 27 septembre suivant, à l'issue desquelles il détient trois sièges.
Lors des élections générales espagnoles du 20 décembre 2015, DC se présente avec la Convergence démocratique de Catalogne (CDC) sous la dénomination Démocratie et liberté. Seule Elena Ribera i Garijo est élue députée pour la province de Gérone, cependant que Jordi Souto devient sénateur. En revanche, le parti décide de concourir seul lors des élections générales anticipées du 26 juin 2016 et n'obtient aucun siège.
Lors des élections au Parlement de Catalogne de 2017, le parti se présente aux côtés de la Gauche républicaine de Catalogne au sein de la coalition Gauche républicaine de Catalogne - Catalogne oui et obtient un siège de député. En mars 2018, le parti obtient un deuxième siège pour Assumpció Laïlla en remplacement de Marta Rovira (ERC) qui démissionne de son siège.
Le parti conclut le 20 octobre 2024 un accord d'intégration au sein d'Ensemble pour la Catalogne (Junts), formation indépendantiste conduite par Carles Puigdemont. Le pacte est ratifié le 25 octobre lors d'un référendum interne par 86,8 % des suffrages exprimés avec une participation de 46 % parmi les 2 586 adhérents.